# HMS Thule
HMS Thule (P325) – brytyjski okręt podwodny należący do trzeciej grupy brytyjskich okrętów podwodnych typu T. Został zbudowany jako P325 w stoczni Devonport Dockyard. Zwodowano go 22 października 1942. Jak dotychczas był jedynym okrętem Royal Navy noszącym nazwę „Thule” pochodzącej od nazwy wyspy Thule.

## Służba
Okręt służył na Dalekim Wschodzie przez większość służby wojennej. Zatopił tam trzynaście dżonek, dwie inne jednostki i pięć sampanów ogniem artyleryjskim w Cieśninie Malacca w ciągu dwunastu dni pomiędzy 17 a 29 grudnia 1944. Zaatakował także okręt podwodny, prawdopodobnie japoński Ro-113, i prawie na pewno by go zatopił, ale brytyjska torpeda wybuchła przedwcześnie i cel uciekł bez szkód. Okręt zatopił kolejne pięć jednostek żaglowych i trzy kabotażowce oraz położył wiele min.
Przetrwał wojnę i był dalej w służbie. Sprzedany na złom w Inverkeithing  14 września 1964. Jego pierwszy dowódca Alastair Mars napisał książkę „HMS Thule Intercepts” opisującą operacje okrętu od wejścia do służby w Szkocji do końca wojny na wodach Australii.